# The Vandals
I Vandals sono un gruppo punk rock statunitense, formatosi ad Huntington Beach nel 1980. La band ha pubblicato complessivamente 10 album studio e due live, ed ha svolto concerti in tutto il mondo, inclusa la partecipazione a diverse edizioni del Vans Warped Tour. I Vandals sono molto conosciuti per la capacità di scrivere testi umoristici ed ironici e per utilizzare la loro musica più come veicolo di divertimento in senso stretto che come strumento per avanzare istanze più serie.
La formazione della band ha subìto diverse variazioni nel corso del tempo. L'unico attuale componente presente fin dalla nascita è il bassista Joe Escalante, sebbene sia entrato inizialmente come batterista. Comunque, se si eccettua la fuoriuscita per qualche mese del 2000 dell'attuale batterista Josh Freese, la formazione è la stessa dal 1990.

## Storia del gruppo

### Gli inizi
La band nasce nel 1980 composta per iniziativa del cantante Steven Ronald Jensen, detto "Stevo", e del chitarrista Jan Nils Ackermann. I due, dopo diversi tentativi sfortunati, trovano ed ingaggiano il bassista Steve Pfauter, detto "Human", ed il batterista Joe Escalante. Con questa formazione la band ebbe subito un discreto successo nella comunità punk rock di Los Angeles e di Orange County che già includeva band come Bad Religion, Descendents, Black Flag, TSOL, X, The Germs, Suicidal Tendencies e Social Distortion. Come detto, i Vandals si distinsero ben presto per la loro attitudine a testi ironici e anti-politici, in netta contrapposizione con le altre band citate facenti parte della stessa comunità.
Nel 1982 la band, prima in assoluto dopo i Bad Religion, siglò un contratto con l'etichetta discografica Epitaph Records (di proprietà di Brett Gurewitz, chitarrista appunto dei Bad Religion), che pubblicò il primo EP Peace Thru Vandalism. Il disco conteneva alcune delle canzoni che diventeranno col passare degli anni le più conosciute ed apprezzate della band e che hanno fatto parte del repertorio dal vivo del gruppo anche dopo la rivoluzione nella formazione verificatasi dopo il 1990. In particolare, il brano Urban Struggle divenne un discreto successo a livello locale dopo esser passato diverse volte nella famosa stazione radio rock KROQ. I testi della gran parte dei brani sono ampiamente autobiografici, come The Legend of Pat Brown, che racconta dell'abuso di droga di un amico della band, o Pirate's Life, che invece si riferisce all'esperienza della band nelle montagne russe di Disneyland sotto l'effetto dell'LSD.
Nel 1983 il gruppo, invitato dalla regista Penelope Spheeris (famosa anche per The Decline of Western Civilization), apparve nel film  Suburbia. Nello stesso periodo, la partecipazione (peraltro assolutamente ironica) della band ad alcuni concerti in favore dei giovani repubblicani causò diverse critiche e attacchi da parte del resto della comunità punk californiana, notoriamente di ispirazione politica liberal quando non filo-anarchica. Questo non fu l'unico comportamento del gruppo assai criticato, nonostante, come detto, i Vandals non avessero mai manifestato alcuna opinione politica nei testi delle loro canzoni.

### Primi album
Pfauter lasciò la band nel 1984 e venne sostituito da Brent Turner durante le registrazioni del primo album When in Rome Do as the Vandals. Al momento della pubblicazione del disco, avvenuto nel 1985 con l'etichetta National Trust Records, venne ingaggiato Chalmer Lumary come nuovo bassista. L'album evidenziò alcune evidenti differenze stilistiche con i lavori precedenti, ed ebbe un discreto successo tanto che contiene tuttora alcuni dei brani più noti della band. Poco tempo dopo, a causa di continue liti determinate da una vera e propria inconciliabilità portarno Stevo a lasciare la band. Egli venne sostituito da Dave Quackenbush, precedentemente della band Falling Idols, che rimarrà il cantante del gruppo fino ad oggi. Nel 1987 la band apparve in un altro film di Penelope Spheeris, Dudes
Nel 1989 anche Lumary lasciò il gruppo e venne sostituito da Robbie Allen proprio durante le registrazioni dell'album Slippery When Ill. Questo disco segnò un cambiamento ancor più evidente rispetto al lavoro precedente, visto che con esso i Vandals abbandonarono in parte le sonorità punk rock per arrivare ad un sound in parte country e western, che per l'appunto venne soprannominato cow punk. Il nuovo stile della band venne mal visto tuttavia dai fan tanto che questo album venne più o meno accantonato per più di dieci anni fino al 1999 quando venne ripubblicato come The Vandals Play Really Bad Original Country Tunes. Comunque, poco dopo la pubblicazione di Slippery When Ill venne ingaggiato come nuovo batterista Doug MacKinnon in modo da permettere ad Escalante di spostarsi verso il basso, posizione che manterrà fino ad oggi.

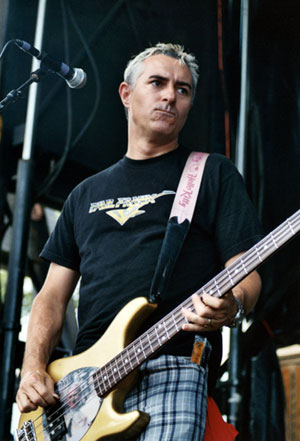
Il fondatore e bassista Joe Escalante in concerto al Warped tour del 2004.

### Le dispute sul controllo della band
Poco dopo l'uscita dell'album Slippery When Ill la band trascorse un periodo piuttosto turbolento, in cui il nuovo batterista MacKinnon ed il chitarrista cofondatore Ackermann decisero di lasciare il gruppo. Proprio in questo periodo Brett Gurewitz, proprietario della Epitaph Records, cedette i diritti di copyright e la registrazione master dell'EP Peace Thru Vandalism ad Escalante, che ne assunse il controllo. Sebbene Gurewitz abbia sempre affermato che il suo intento era di lasciare queste cose a tutta la band e non solo ad Escalante, Escalante contestò questa circostanza, affermando che Gurewitz aveva ceduto i diritti solo a lui e che quelli spettanti al resto del gruppo erano tuttora di proprietà dello stesso Gurewitz. Questo fatto permise all'etichetta Time Bomb Recordings di ripubblicare Peace Thru Vandalism ed anche When in Rome Do as the Vandals in un unico CD attestando che "tutte le parole e la musica sono di Joe Escalante" (mentre originariamente questi diritti erano riconosciuti a tutto il gruppo, e sebbene Stevo e Ackermann abbiano affermato che gran parte delle canzoni sia stata scritta prima dell'ingresso di Escalante nella band). Poco tempo dopo, Stevo, Ackermann, Lumary, ed il batterista degli TSOL Todd Barnes organizzarono una riunione utilizzando il nome di Vandals, nonostante Escalante continuasse ad asserire di detenere il controllo sul nome e sulle produzioni del gruppo. I dettagli non sono realmente e pienamente mai stati noti e le versioni delle due parti differiscono notevolmente. Escalante ha affermato che gli altri membri gli hanno definitivamente ceduto tutti i diritti in cambio della possibilità di utilizzare il nome per la riunione suddetta. Gli altri hanno invece sempre negato questa circostanza ed anzi hanno dichiarato di aver ricevuto diverse diffide da parte dello stesso Escalante di non utilizzare più il nome e la musica del gruppo.
In ogni caso, comunque sia andata, Escalante ha mantenuto e tuttora mantiene il controllo sui diritti del nome e delle produzioni dei Vandals ed ha continuato fino ad oggi a suonare e produrre album come Vandals insieme a Quackenbush reclutando altri musicisti. Nel 2003 alcuni dei membri originali hanno tuttavia intrapreso azioni legali contro Escalante affermando di non avergli mai concesso tutti i diritti sulla band.

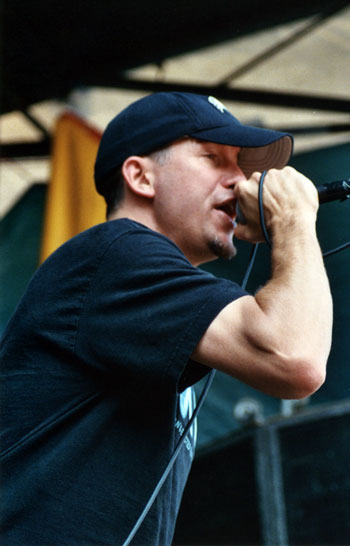
il cantante Dave Quackenbush in concerto al Warped tour del 2004.

### L'ingresso di Fitzgerald e Freese
L'uscita di Ackermann e MacKinnon costrinse Escalante e Quackenbush a cercare un nuovo chitarrista ed un nuovo batterista. Per il primo ruolo puntarono su Warren Fitzgerald, chitarrista di una band chiamata Doggy Style con cui i Vandals avevano suonato spesso assieme. Nello stesso periodo, durante diverse visite a Disneyland, Escalante e Quackenbush osservarono Josh Freese suonare la batteria elettronica in una coverband per ragazzini e lo convinsero ad entrare nella band creando così la formazione formata da Quackenbush, Fitzgerald, Escalante, e Freese che rimarrà assieme fino a tutt'oggi.
Nel 1990 venne registrato l'album Fear of a Punk Planet, col quale i Vandals si inserirono nel fertile panorama punk rock californiano del periodo, formato da band come Pennywise, Rancid, NOFX, the Offspring, e Sublime. Venne registrato il primo video musicale per la canzone Pizza Tran che venne trasmesso in diverse televisioni rock e punk locali. L'anno seguente venne inciso il loro primo album live Sweatin' to the Oldies: The Vandals Live, che conteneva diverse canzoni tratte dalle prime incisioni del gruppo, che da quel momento iniziarono ad essere suonate nei concerti sempre più raramente, in quanto il gruppo preferì concentrarsi sulle produzioni più recenti.
Nel 1992 Escalante si laureò in legge ed iniziò a lavorare come dirigente del network CBS. Ciò gli permise di avere a disposizione più fondi per finanziare la band nonché di aumentare i rapporti tra di essa e le varie televisioni americane rendendo sempre più frequenti le partecipazioni del gruppo a numerosi rock show; basti pensare che ad un concerto per una festa a cui Escalante non poté partecipare egli venne sostituito al basso dall'attore Keanu Reeves.

### La firma con la Nitro Records
Nel 1995 la nuova esplosione del genere punk rock, il cosiddetto punk revival, ottenuta soprattutto grazie a band come The Offspring e Green Day, portò anche i Vandals a livelli di notorietà mai conosciuti, anche grazie all'accordo con l'etichetta Nitro Records appartenente proprio al cantante degli Offspring, Dexter Holland. Con questa nuova casa discografica venne pubblicato l'album Live Fast, Diarrhea che ebbe un discreto successo, a cui seguì un lungo tour negli USA e in Europa, inclusi alcuni concerti con la band ska punk No Doubt. La notorietà crebbe anche grazie ad alcune partecipazioni a serie televisive di successo come The X-Files.
Nel 1996 venne pubblicato l'album The Quickening, diverso dai precedenti in quanto maggiormente nichilista ed aggressivo, che fu supportato anche da un video musicale. Nello stesso anno Escalante e Fitzgerald fondarono l'etichetta indipendente Kung Fu Records, inizialmente con lo scopo di pubblicare un album della band Assorted Jelly Beans. L'etichetta pubblicò anche la colonna sonora del film Glory Daze, in cui comparivano sia i Vandals che gli Assorted Jellybeans, oltre ad una sigla scritta da Fitzgerald.
Alla fine dell'anno venne anche pubblicato come album natalizio Oi to the World! dalla nuova casa discografica Kung Fu. Sebbene rimanga per certi versi il lavoro più strano mai realizzato dalla band, ebbe una certa rilevanza tanto che la canzone omonima venne rifatta come cover dai No Doubt nel 1997, versione, peraltro, prodotta dallo stesso Fitzgerald. A parte questo brano, nessun'altra canzone di questo album fa solitamente parte del repertorio dal vivo della band: fa eccezione il concerto di Natale che ogni anno i Vandals eseguono ad Anaheim, in cui sono soliti suonare l'album integralmente. Nel 1997 venne inoltre ripubblicato l'album live Sweatin' to the Oldies con alcuni brani inediti.
Nel 1998 venne pubblicato il nuovo lavoro Hitler Bad, Vandals Good, probabilmente quello più noto e quello in cui sono più presenti testi ironici ed umoristici, in brani come My Girlfriend's Dead e I've Got an Ape Drape. La band continuò a suonare dal vivo partecipando anche al Warped Tour. Nel 1999 venne ristampato l'album Slippery When Ill col nome The Vandals Play Really Bad Original Country Tunes sempre dalla Kung Fu Records.
Nel 2000 furono pubblicate ben tre produzioni della band, tra cui la riedizione per il decennale dell'album Fear of a Punk Planet sempre dalla Kung Fu. A questo seguì il nuovo album, il primo inedito con la nuova etichetta, Look What I Almost Stepped in..., in cui il batterista Freese viene sostituito temporaneamente da Brooks Wackerman. Alla fine dell'anno, la Kung Fu ripubblicò Oi to the World!, facendo una promozione decisamente superiore a quella ricevuta dopo la prima pubblicazione.

### Il passaggio alla Kung Fu Records
Alla fine del 2000 il contratto tra i Vandals e la Nitro Records era terminato, e la band decise di firmare con la Kung Fu, etichetta come detto di proprietà di Escalante e Fitzgerald. L'etichetta fin dalla sua fondazione nel 1996 aveva accresciuto la sua dimensione e la sua importanza ed oramai era ampiamente in grado di registrare, produrre e supportare le produzioni della band, compresa l'attività di promozione e di organizzazione di concerti in Giappone. Con Escalante nel ruolo di presidente della casa discografica, inoltre, l'attività della band si svolse senza problemi e nel 2001 il gruppo venne coinvolto per tutta la durata del Warped Tour.
Il primo album per la nuova etichetta fu Internet Dating Superstuds, pubblicato nel 2002. Grazie ad attività di promozione sempre crescenti la band riuscì a pubblicare insieme all'album alcuni video girati insieme ad altre band ingaggiate tramite un'apposita gara gestita dalla stessa band. Sia in quest'anno che nei due anni seguenti i Vandals continuarono a girare il mondo con il Warped tour ed inoltre venne anche pubblicato nuovamente, sempre dalla Kung Fu, il video del brano Sweatin' to the Oldies.

### Controversie legali
Nel 2003 gli ex membri della band Steven Ronald Jensen, Jan Nils Ackermann, Chalmer Lumary, e Steve Pfauter iniziarono una causa legale contro Escalante, affermando che egli avesse illegittimamente gestito e controllato il vecchio repertorio del gruppo senza avergli versato le dovute royalties. Diverse canzoni negli ultimi tempi erano state concesse da Escalante (ed a lui accreditate) per alcuni film o spot pubblicitari, come Urban Struggle, nel film SLC Punk ed in uno spot Adidas, e come i testi di Anarchy Burger (Hold the Government) nel film XXX. Stesso discorso venne fatto per gli album Peace Thru Vandalism e When in Rome Do as the Vandals, ripubblicati nel corso degli anni e sempre accreditati ad Escalante. In tutti questi casi i vecchi componenti asserivano che le canzoni non erano affatto state composte dal bassista, ma che anzi la gran parte fu creata prima dell'ingresso dello stesso nella band e che quindi egli se ne fosse illegittimamente impossessato senza pagare i diritti. La causa giudiziaria terminò, con effetti e condizioni legali che non furono rese note nell'interezza, con la concessione ad Escalante del vecchio repertorio a patto di accreditare i diritti degli altri, come accadde per la concessione del brano Urban Struggle al film Jackass Number Two in cui il brano è accreditato a tutta la band.

### 2003-2008
Nel luglio del 2003 i Vandals filmarono un concerto dal vivo ad Anaheim che venne incluso nella raccolta The Show Must Go Off! edita nel 2004 dalla Kung Fu. Nell'album era compresa gran parte delle canzoni facenti parte del repertorio dal 1995 al 2002. Il 2003 vide anche la pubblicazione di Hollywood Potato Chip, a tutt'oggi il lavoro più aggressivo della band nonché il più diverso dallo stile pop punk che era diventato la loro fortuna negli anni novanta. Nel dicembre del 2004 il gruppo intraprese un viaggio nell'Iraq durante la guerra e suonò in diverse occasioni per le truppe statunitensi con il batterista Byron McMackin dei Pennywise al posto dell'impossibilitato Freese. Alcuni fans e la comunità punk anti-Bush criticarono la decisione affermando che il gesto della band sarebbe stato letto come un appoggio all'azione bellica contro gli iracheni. Il gruppo difese le proprie azioni ribadendo l'assoluta apoliticità della band e dei propri testi e che a prescindere dalle opinioni politiche l'unico interesse era quello di supportare le truppe. A questa iniziativa seguì un tour in Europa piuttosto travagliato, visto che molti concerti furono annullati per protesta contro il comportamento della band visto anche in questa sede come un appoggio alla guerra.
Nel 2005 venne pubblicato l'album Shingo Japanese Remix Album, composto da brani celebri della band riarrangiati e missati dal DJ giapponese Shingo Asari. Nell'agosto dello stesso anno i Vandals parteciparono ad uno show di beneficenza in favore del leggendario locale newyorchese CBGB in cui iniziarono la propria carriera molte band tra cui i cofondatori del punk rock Ramones.
Nell'aprile del 2006 la band è tornata in Medio Oriente sempre con Byron McMackin alla batteria al posto di Freese, per una serie di concerti a supporto delle truppe statunitensi, questa volta in Afghanistan. Compatibilmente con gli altri impegni esterni al gruppo, i Vandals hanno continuato il loro tour mondiale. Freese e Fitzgerald continuano a suonare e produrre musica per altri artisti mentre Escalante, abbandonata l'attività legale, si occupa a tempo pieno della Kung Fu Records, oltre a partecipare a trasmissioni musicali su radio e televisione. Da qualche tempo si parla dell'inizio delle registrazioni dell'undicesimo album, ma la band non ha mai dato notizie ufficiali a questo proposito.
Nel 2008 Warren Fitzgerald ha sostituito Chris Higgins come terza chitarra negli Offspring.

## Formazione

### Formazione attuale
- Dave Quackenbush - voce
- Warren Fitzgerald - chitarra, voce
- Joe Escalante - basso, voce (batteria dal 1980 al 1989)
- Josh Freese - batteria
- Brooks Wackerman - batteria (spesso in sostituzione di Freese)

### Ex componenti
- Steven Ronald Jensen ("Stevo") - voce
- Jan Nils Ackermann ("Human") - chitarra
- Steve Pfauter - basso
- Brent Turner - basso
- Chalmer Lumary - basso
- Robbie Allen - basso

## Discografia

### Album in studio
- 1984 – When in Rome Do as the Vandals
- 1989 – Slippery When Ill
- 1990 – Fear of a Punk Planet
- 1995 – Live Fast, Diarrhea
- 1996 – The Quickening
- 1996 – Oi to the World!
- 1998 – Hitler Bad, Vandals Good
- 2000 – Look What I Almost Stepped in...
- 2002 – Internet Dating Superstuds
- 2004 – Hollywood Potato Chip
- 2020 – Curse of the Unripe Pumpkin

### Album dal vivo
- 1991 – Sweatin' to the Oldies: The Vandals Live
- 2004 – Live at the House of Blues

### Raccolte
- 1989 – Peace Thru Vandalism/When in Rome Do as the Vandals

### EP
- 1982 – Peace Thru Vandalism
- 1996 – The Vandals / Assorted Jelly Beans split 7"

### Apparizioni in compilation
- 1996 – Go Ahead Punk, Make My Day
- 1998 – The Thought Remains the Same
- 2001 – Warped Tour 2001 Tour Compilation
- 2001 – Punkzilla
- 2007 – Think Punk Vol. 1